# 康斯坦丁诺夫卡区 (阿穆尔州)
康斯坦丁诺夫卡区（羅馬化：Konstantinovskiy rayon）是俄罗斯联邦阿穆尔州下辖的一个区，其行政中心为康斯坦丁諾夫卡。据2016年统计，该区的人口为12530人。